# Liste des ascensions du Tour de France dans les Pyrénées
Pour un article plus général, voir liste des ascensions du Tour de France.

Les Pyrénées sont réparties sur trois pays, Andorre, Espagne et France

La liste des ascensions du Tour de France dans les Pyrénées répertorie les cols et les côtes empruntés lors de la course cycliste par étapes du Tour de France dans le massif montagneux des Pyrénées et ayant été classés au moins une fois en seconde catégorie au Grand prix de la montagne.
Parmi les cols emblématique des Pyrénées dans le Tour de France, plusieurs ont été franchis à plus de 50 reprises depuis 1910 : le Tourmalet, Aspin, l'Aubisque, Peyresourde et le Soulor.
Le col du Tourmalet (Hautes-Pyrénées), franchi dès 1910, est le sommet le plus emprunté par le parcours de l'épreuve (84 fois).
Quinze ascensions des Pyrénées ont été classées hors-catégorie. Les cols franchis par le Tour de France dans les Pyrénées sont répartis sur trois pays, la France (six départements), la Principauté d'Andorre et l'Espagne.

## Liste
| Ascension                 | Département                    | Massif / Vallée           | Catégorie      | Altitude                  | Année | Total |
| ------------------------- | ------------------------------ | ------------------------- | -------------- | ------------------------- | --- | ----- |
| Col d'Agnes               | Ariège                         | Lherz                     | 1e / 3e        | 1 570 m                   | 1988, 1995, 2004, 2009, 2011, 2017, 2024 | 7     |
| Andorre-Arcalis           | Andorre                        |                           | HC             | 2 240 m                   | 1997, 2009, 2016 | 3     |
| Andorre-Pal               | Andorre                        |                           | 1e             | 1 551 m                   | 1993 | 1     |
| Col des Ares              | Haute-Garonne                  |                           | 2e, 3e, 4e     | 797 m, 815 m              | 1910, 1912, 1914, 1919, 1920, 1923, 1924, 1925, 1926, 1932, 1934, 1936, 1937, 1938, 1947, 1948, 1951, 1952, 1956, 1957, 1958, 1960, 1961, 1962, 1963, 1964, 1966, 1968, 1972, 1981, 1984, 1989, 1997, 1999, 2004, 2006, 2008, 2010, 2012, 2014, 2017 | 42    |
| Col d'Ares                | Catalogne, Pyrénées-Orientales |                           | 2e             | 1 568 m                   | 1968 | 1     |
| Col d'Aspin               | Hautes-Pyrénées                | L'Arbizon                 | 1e, 2e         | 1 490 m                   | 1910, 1911, 1912, 1913, 1914, 1919, 1920, 1921, 1922, 1923, 1924, 1925, 1926, 1927, 1933, 1934, 1935, 1936, 1937, 1938, 1939, 1947, 1948, 1949, 1950, 1951, 1952, 1953, 1954, 1955, 1956, 1958, 1959, 1960, 1961, 1962, 1963, 1964, 1969, 1970, 1971, 1972, 1973, 1974, 1975, 1976, 1977, 1978, 1979, 1980, 1982, 1983, 1985, 1986, 1988, 1989, 1990, 1991, 1994, 1995, 1997, 1998, 1999, 2001, 2003, 2004, 2006, 2008, 2009, 2010, 2012, 2015, 2016, 2018, 2022, 2023, 2025                                                           | 77    |
| Col d'Aubisque            | Pyrénées-Atlantiques           |                           | HC, 1e, 2e     | 1 709 m                   | 1910, 1911, 1912, 1913, 1914, 1919, 1920, 1921, 1923, 1924, 1925, 1926, 1927, 1928, 1929, 1930, 1930, 1931, 1932, 1933, 1934, 1935, 1936, 1937, 1938, 1939, 1947, 1948, 1949, 1950, 1951, 1952, 1953, 1954, 1955, 1956, 1957, 1958, 1960, 1961, 1963, 1964, 1965, 1966, 1967, 1968, 1969, 1970, 1971, 1972, 1976, 1977, 1980, 1982, 1983, 1985 (x2), 1989, 1989, 1990, 1991, 1993, 1995, 1996, 1998, 1999, 2000, 2002, 2005, 2010, 2011, 2012, 2018, 2022                                                                              | 74    |
| Col d'Azet                | Hautes-Pyrénées                | Batchimale                | 1e             | 1 580 m                   | 1997, 1999, 2001, 2005, 2013, 2014, 2016, 2018, 2021, 2022 | 10    |
| Ax-3 Domaines             | Ariège                         | Haute vallée de l'Ariège  | 1e             | 1 350 m, 1 372 m          | 2001, 2003, 2005, 2010, 2013 | 5     |
| Col Bagargui              | Pyrénées-Atlantiques           |                           | 1e, 2e         | 1 327 m                   | 1986, 1987, 2003 | 3     |
| Port de Balès             | Hautes-Pyrénées, Haute-Garonne | La Barousse               | HC             | 1 755 m                   | 2007, 2010, 2012, 2014, 2017, 2020 | 6     |
| Col de Bóixols            | Catalogne                      |                           | 2e             | 1 326 m                   | 2010, 2015 | 2     |
| Bolquère - Pyrénées 2000  | Pyrénées-Orientales            |                           | 2e             | 1 800 m                   | 1973, 1976 | 2     |
| Port de la Bonaigua       | Catalogne                      | val d'Aran/Pallars Sobirà | 1e             | 2 072 m                   | 1974, 1993, 2016 | 3     |
| Col des Bordères          | Hautes-Pyrénées                |                           | 2e             | 1 156 m                   | 1987, 1989, 2018, 2025 | 4     |
| Col de Burdincurutcheta   | Pyrénées-Atlantiques           |                           | 1e, 3e         | 1 135 m                   | 1986, 1987, 2003 | 3     |
| Port del Cantó            | Catalogne                      |                           | 1e, 2e         | 1 721 m                   | 1974, 1993, 2016 | 3     |
| Cauterets                 | Hautes-Pyrénées                |                           | 1e, 2e, 3e     | 1 320 m                   | 1953, 1989, 1995, 2015, 2023 | 5     |
| Col du Chioula            | Ariège                         | Haute vallée de l'Ariège  | 2e, 3e, 4e     | 1 431 m                   | 1955, 1965, 1997, 2001 | 4     |
| Col de la Core            | Ariège                         | Le Mont-Valier            | 1e, 2e         | 1 395 m                   | 1984, 1998, 2002, 2003, 2004, 2011, 2015 | 7     |
| Col de la Croix des Morts | Ariège                         | Pays de Sault             | 2e             | 899 m                     | 2021 | 1     |
| Col de Coudons            | Aude                           | Pays de Sault             | 2e             | 883 m                     | 1955, 2001 | 2     |
| Port d'Envalira           | Andorre                        |                           | 1e, 2e         | 2 408 m                   | 1964 (x2), 1968, 1974, 1993, 1997 (x2), 2009, 2016, 2021 | 10    |
| Col de l'Espinas          | Aude                           | Les Corbières             | 3e             | 543 m                     | 2022 | 1     |
| Col du Garabeil           | Aude                           | Le Madrès                 | 2e             | 1 256 m                   | 1993 | 1     |
| Guzet-neige               | Ariège                         | Haut-Salat                | 1e             | 1 515 m                   | 1984, 1988, 1995 | 3     |
| Hautacam                  | Hautes-Pyrénées                |                           | HC             | 1 509 m                   | 1994, 1996, 2000, 2008, 2014, 2022, 2025 | 7     |
| Col de la Hourcère        | Pyrénées-Atlantiques           |                           | 1e             | 1 440 m                   | 1995, 2020 | 2     |
| Hourquette d'Ancizan      | Hautes-Pyrénées                | L'Arbizon                 | 1e, 2e         | 1 564 m, 1 538 m          | 2011, 2013, 2016, 2019, 2022, 2024 | 6     |
| Col d'Ichère              | Pyrénées-Atlantiques           | vallée d'Aspe             | 2e, 3e         | 680 m                     | 1978, 1986, 1991, 2005, 2020, 2023 | 6     |
| Col d'Ispéguy             | Espagne, Pyrénées-Atlantiques  |                           | 2e             | 672 m                     | 1977, 1992, 1996 | 3     |
| Alto de Jaizkibel         | Espagne                        |                           | 2e             | 475 m                     | 1977, 1992, 2023 | 3     |
| Col de Jau                | Aude, Pyrénées-Orientales      | Massif du Madrès          | 1e, 2e         | 1 513 m                   | 1976, 1993, 2001 | 3     |
| Port de Larrau            | Espagne, Pyrénées-Atlantiques  |                           | HC             | 1 573 m                   | 1996, 2007 | 2     |
| Col de Latrape            | Ariège                         | Haut-Salat                | 1e, 2e, 3e     | 1 110 m                   | 1956, 1988, 1995, 2003, 2004, 2011, 2017 | 7     |
| Port de Lers              | Ariège                         | Lherz et Trois-Seigneurs  | 1e, 2e, 3e     | 1 517 m                   | 1995, 2004, 2011, 2012, 2015, 2019, 2022 | 7     |
| Luz-Ardiden               | Hautes-Pyrénées                |                           | HC             | 1 715 m                   | 1985, 1987, 1988, 1990, 1994, 2001, 2003, 2011, 2021 | 9     |
| Col de Marie-Blanque      | Pyrénées-Atlantiques           |                           | 1e, 2e         | 1 035 m                   | 1978, 1986, 1987 (x2), 1989, 1990, 1992, 1995, 1996, 2000, 2005, 2006, 2007, 2010, 2020, 2023 | 16    |
| Col de Menté              | Haute-Garonne                  |                           | 1e, 2e         | 1 349 m                   | 1966, 1967, 1968, 1969, 1970, 1971, 1973, 1976, 1998, 1999, 2001, 2002, 2003, 2005, 2007, 2012, 2013, 2017, 2018, 2020, 2024 | 21    |
| Col de Menté-Le Mourtis   | Haute-Garonne                  |                           | 1e, 2e         | 1 420 m, 1 409 m          | 1979, 1988, 1995 | 3     |
| Montée de Mont-Louis      | Pyrénées-Orientales            |                           | 1e             | 1 560 m                   | 1919, 2021 | 2     |
| Col de Montségur          | Ariège                         | Tabe                      | 2e, 3e         | m                         | 2002, 2019, 2021 | 3     |
| Col d'Ordino              | Andorre                        |                           | 2e             | 1 981 m                   | 1993, 1997 | 2     |
| Col d'Otxondo             | Navarre                        |                           | 2e             | 570 m                     | 1996 | 1     |
| Port de Pailhères         | Ariège                         |                           | HC, 1e         | 2 001 m                   | 2003, 2005, 2007, 2010, 2013 | 5     |
| Col de Péguère            | Ariège                         | L'Arize                   | 1e             | 1 375 m                   | 2012, 2017, 2019, 2022 | 4     |
| Col de la Perche          | Pyrénées-Orientales            |                           |                | 1 581 m                   | 1935 | 1     |
| Peyragudes                | Haute-Garonne, Hautes-Pyrénées |                           | 1e, 2e         | 1 645 m, 1 605 m, 1 580 m | 2012, 2017, 2018, 2022, 2025 | 5     |
| Col de Peyresourde        | Haute-Garonne, Hautes-Pyrénées | La Barousse               | 1e, 2e         | 1 569 m                   | 1910, Données manquantes, 1947, 1948, 1949, 1951, 1952, 1953, 1954, 1955, 1956, 1958, 1959, 1960, 1961, 1962, 1963, 1964, 1969, 1970, 1971, 1972, 1974, 1976, 1979, 1980, 1981, 1983, 1986, 1989, 1993, 1994, 1995, 1998, 1999, 2001, 2003, 2005, 2006, 2007, 2008, 2010, 2012 (x2), 2013, 2014, 2016, 2017, 2018, 2019, 2020, 2021, 2024, 2025 | 70    |
| Piau-Engaly               | Hautes-Pyrénées                |                           | 1e             | 1 800 m                   | 1999 | 1     |
| La Pierre Saint-Martin    | Pyrénées-Atlantiques           |                           | HC, 1e         | 1 760 m                   | 2007, 2015 | 2     |
| Pla d'Adet                | Hautes-Pyrénées                | L'Arbizon                 | HC, 1e         | 1 680 m, 1 669 m          | 1974, 1975, 1976, 1978, 1981, 1982, 1993, 2001, 2005, 2014, 2024 | 11    |
| Pla de Beret              | Catalogne                      | Val d'Aran                | 1e             | 1 860 m                   | 2006 | 1     |
| Plateau de Beille         | Ariège                         |                           | HC             | 1 780 m, 1 747 m          | 1998, 2002, 2004, 2007, 2011, 2015, 2024 | 7     |
| Col de Port               | Ariège                         | L'Arize                   | 2e, 3e         | 1 249 m                   | 1910, 1912, 1913, 1919, 1920,1922, 1924, 1925, 1927, 1928, 1929, 1931, 1932, 1933, 1934, 1935, 1936, 1937, 1947, 1957, 1965, 1968, 1976, 1997, 1998, 2002, 2007, 2009, 2021 | 29    |
| Col de Portel             | Ariège                         | L'Arize                   | 1e             | 1 432 m                   | 2008 | 1     |
| Col du Portel             | Aude                           |                           | 2e, 3e         | 601 m                     | 1952, 1955, 1998, 2008, 2012 | 5     |
| Col de Portet             | Hautes-Pyrénées                | L'Arbizon                 | HC             | 2 215 m                   | 2018, 2021 |       |
| Col de Portet-d'Aspet     | Haute-Garonne                  |                           | 2e, 3e         | 1 069 m                   | 1910, Données manquantes, 1947, 1951, 1956, 1957, 1958, 1960, 1962, 1963, 1964, 1965, 1966, 1967, 1969, 1971, 1972, 1973, 1984, 1988, 1995, 1997, 1998, 2001, 2002, 2003, 2004, 2005, 2007, 2010, 2011, 2013, 2014, 2015, 2018, 2021, 2024 | ?     |
| Col du Portillon          | Catalogne, Haute-Garonne       |                           | 1e, 2e         | 1 292 m                   | 1957, 1961, 1963, 1964, 1966, 1967, 1969, 1971, 1973, 1974, 1976, 1979, 1993, 1999, 2001, 2003, 2005, 2006, 2014, 2018 | 20    |
| Col du Pourtalet          | Aragon, Pyrénées-Atlantiques   |                           | 1e             | 1 794 m                   | 1991 | 1     |
| Prat d'Albis              | Ariège                         | L'Arize                   | 1e             | 1 211 m                   | 2019 | 1     |
| Col de Puymorens          | Pyrénées-Orientales            | Le Carlit                 | 2e, 3e         | 1 915 m                   | 1913, 1919, 1957, 1964, 1965, 1973, 1976, 1993, 2021 | 9     |
| Côte de Puyvalador        | Pyrénées-Orientales            |                           | 2e             | 1 370 m                   | 1993 | 1     |
| Col Rigat                 | Pyrénées-Orientales            |                           |                | 1 493 m                   | 1919, 1935 | 2     |
| Col de Serra-Seca         | Catalogne                      |                           | 1e             | 1 160 m                   | 2009 | 1     |
| Col du Somport            | Aragon, Pyrénées-Atlantiques   |                           | 1e             | 1 640 m                   | 1991 | 1     |
| Col du Soudet             | Pyrénées-Atlantiques           |                           | HC, 1e, 3e     | 1 540 m                   | 1987, 1991, 1995, 1996, 2003, 2006, 2015, 2020, 2023 | 9     |
| Col du Soulor             | Hautes-Pyrénées                | Le Granquet               | HC, 1e, 2e, 4e | 1 474 m                   | 1935, 1947, 1948, 1949, 1950, 1951, 1952, 1953, 1954, 1955, 1957, 1958, 1960, 1961, 1963, 1964, 1965, 1966, 1967, 1968, 1969, 1970, 1971, 1972, 1973, 1974, 1975, 1976, 1977, 1979, 1980, 1982, 1983, 1985 (x2), 1987, 1989, 1990, 1991, 1993, 1995, 1996, 1997, 1998, 1999, 2000, 2002, 2005, 2010 (x2), 2011, 2012, 2018, 2019, 2025 | 55    |
| Col de Spandelles         | Hautes-Pyrénées                | Le Granquet               | 1e             | 1 378 m                   | 2022 | 1     |
| Superbagnères             | Haute-Garonne                  | Le Lis                    | HC, 1e         | 1 770 m, 1 800 m          | 1961, 1962, 1971, 1979, 1989, 1989, 2025 | 7     |
| Col de Tosas              | Catalogne                      |                           | 1e, 2e, 3e     | 1 865 m                   | 1957, 1965, 1968 | 3     |
| Col du Tourmalet          | Hautes-Pyrénées                | Pic-du-Midi-de-Bigorre    | HC             | 2 115 m                   | 1910, 1911, 1912, 1913, 1914, 1919, 1920, 1921, 1923, 1924, 1925, 1926, 1927, 1928, 1929, 1930, 1931, 1932, 1933, 1934, 1935, 1936, 1937, 1938, 1939, 1947, 1948, 1949, 1950, 1951, 1952, 1953, 1954, 1955, 1957, 1959, 1960, 1961, 1962, 1963, 1964, 1965, 1967, 1968, 1969, 1970, 1971, 1972, 1973, 1974, 1975, 1976, 1977, 1978 (x2), 1980, 1983, 1985, 1986, 1988, 1989, 1990, 1991, 1993, 1994, 1995, 1997, 1998, 1999, 2001, 2003, 2006, 2008, 2009, 2010 (x2), 2011, 2012, 2014, 2015, 2016, 2018, 2019, 2021, 2023, 2024, 2025 | 87    |
| Côte de Vivero            | Biscaye                        |                           | 2e             | 361 m                     | 2023 | 1     |